# The Calico Dragon
The Calico Dragon – amerykański krótkometrażowy film animowany w reżyserii Rudolfa Isinga z 1935 roku. Kreskówka należy do serii Happy Harmonies. Została wydana po raz pierwszy 30 marca 1935 roku. Film był nominowany do Oscara w kategorii najlepszy krótkometrażowy film animowany, ale przegrał z filmem Three Orphan Kittens.

## Fabuła
Mała dziewczynka czyta swojej lalce bajkę o księżniczce uwięzionej w zamku strzeżonym przez smoka. Kiedy dziewczynka zasypia, jej zabawki (lalka, pluszowy koń i pluszowy pies) ożywają i postanawiają, że same zawalczą ze smokiem. Po dotarciu do zamku, zabawki napotykają trzygłowego smoka, z którym zaczynają walczyć. Rycerz na koniu początkowo przegrywa walkę, jednak psu udaje się zostać pożartym przez smoka i wydostać się z niego przez łatę na jego zadzie. Kradnie także smokowi jego język, który okazuje się być trąbą powietrzną. Zamek zapada się, a cały krajobraz zamienia się w falującą powierzchnię. Rycerz, koń i pies nagle znajdują się na pościeli dziewczynki, która śpi niespokojnie. Nagle się budzi i cieszy się, że miała tylko zły sen. Kiedy wiatr porusza zasłonami, dziewczynka chowa się niespokojnie pod kołdrą.

## Obsada
- Johnny Murray – lalka
- Rudolf Ising – koń